# Elias Vorlicek
Elias Vorlicek (né le 12 mars 1951 à Lindau) est un joueur de hockey sur glace canado-allemand.

## Carrière
Vorlicek grandit au Canada. L'attaquant commence dans l'équipe de l'université technologique du Michigan dans la NCAA. À cause de sa taille, on ne pense pas à lui pour faire une carrière en LNH.
Après quatre saisons au Canada et un total de 21 buts et 40 passes en 112 matchs, il s'installe en Allemagne. Il s'engage avec l'EV Füssen en Bundesliga. Mais il se révèle avec le Mannheimer ERC, où, en 172 matchs, il marque 72 buts et 80 assistances. À la fin de la saison 1979-1980, sous l'entraînement de Heinz Weisenbach, l'équipe devient championne d'Allemagne. Après son départ de Mannheim en 1981, il fait une saison au EHC Fribourg. En 45 matchs, il marque 10 buts et 31 assistances. Après le REV Bremerhaven, il signe avec l'EA Kempten. En 1984, il signe pour trois ans avec l'Eintracht Francfort qu'il fait monter en élite en 1987. Après une année, il part pour l'EC Cassel puis l'EHC Essen-West en 2. Bundesliga. L'attaquant qui marque presque à chaque match prend sa retraite en 1989.
Vorlicek est depuis 2008 le manager et l'entraîneur de l'Okanagan Hockey School à Sankt Pölten.